# Liste des boursiers Killam, par ordre alphabétique B
| Nom                   | Année | Université                     | Discipline                  |
| --------------------- | ----- | ------------------------------ | --------------------------- |
| André Bandrauk        | 1982  | Université de Sherbrooke       | Chimie                      |
| Timothy D. Barnes     | 2001  | Université de Toronto          | Histoire romaine            |
| A.A. Barrett          | 2002  | Université of British Columbia | Histoire                    |
| Michael Stanley Batts | 1980  | Université of British Columbia | Littérature                 |
| Charles C. Bayley     | 1970  | Université McGill              | Histoire                    |
| John Maurice Beattie  | 1979  | Université de Toronto          | Histoire                    |
| A. D. Becke           | 2005  | Université Queen's             | Chimie                      |
| David J. Bercuson     | 1985  | Université de Calgary          | Histoire                    |
| C.C. Berger           | 1971  | Université de Toronto          | Histoire                    |
| Gérard Bergeron       | 1971  | Université Laval               | Sciences politiques         |
| Peter F. Bernath      | 1998  | Université Waterloo            | Chimie                      |
| Bernard Beugnot       | 1991  | Université de Montréal         | Français                    |
| Terrance J. Beveridge | 1995  | Université de Guelph           | Biologie                    |
| Ellen Bialystok       | 2001  | Université York                | Psychologie                 |
| Jerome E. Bickenbach  | 2000  | Université Queen's             | Philosophie                 |
| S.A. Black            | 1994  | Université Simon Fraser        | Anglais                     |
| André Blais           | 1995  | Université de Montréal         | Sciences politiques         |
| M.J. Bliss            | 1996  | Université de Toronto          | Histoire                    |
| M. Bloom              | 1974  | Université of British Columbia | Biologie                    |
| Richard Bodéüs        | 1999  | Université de Montréal         | Histoire, études classiques |
| O. Bogoyavlenskij     | 2002  | Université Queen's             | Mathématiques               |
| D.K. Bohme            | 1991  | Université York                | Chimie                      |
| J.H. Borden           | 1989  | Université Simon Fraser        | Biologie                    |
| J.F. Bosher           | 1972  | Université York                | Histoire                    |
| B. Bosnich            | 1979  | Université de Toronto          | Chimie                      |
| Denis Bouchard        | 2005  | UQAM                           | Linguistique                |
| Jacques Boucher       | 1969  | Université de Montréal         | Droit                       |
| P. Bouissac           | 1989  | Université de Toronto          | Français                    |
| Josiane Boulad-Ayoub  | 2000  | UQAM                           | Philosophie                 |
| K.R. Bradley          | 1996  | Université de Victoria         | Histoire                    |
| Gilles Brassard       | 1997  | Université de Montréal         | Science informatique        |
| Michael Brecher       | 1976  | Université McGill              | Sciences politiques         |
| Michael Brecher       | 1970  | Université McGill              | Sciences politiques         |
| Albert S. Bregman     | 1984  | Université McGill              | Psychologie                 |
| Reuven Brenner        | 1991  | Université de Montréal         | Économique                  |
| A. Breton             | 1977  | Université de Toronto          | Économique                  |
| A. Breton             | 1971  | Université de Toronto          | Économique                  |
| C.E. Brion            | 1984  | Université of British Columbia | Chimie                      |
| C.E. Brion            | 1978  | Université of British Columbia | Chimie                      |
| Jean-Paul Brodeur     | 2002  | Université de Montréal         | Criminologie                |
| M.A. Brook            | 2002  | Université McMaster            | Chimie                      |
| V. Brown              | 2005  | Université de Toronto          | études médiévales           |
| D.G. Brown            | 1977  | Université of British Columbia | Philosophie                 |
| R.C. Brown            | 1977  | Université de Toronto          | Histoire                    |
| P.W. Brumer           | 1994  | Université de Toronto          | Chimie                      |
| P.W. Brumer           | 1981  | Université de Toronto          | Chimie                      |
| M.P. Bryden           | 1989  | Université Waterloo            | Psychologie                 |
| J.Z. Buchwald         | 1990  | Université de Toronto          | Histoire des sciences       |
| Martha Bunge          | 1969  | Université McGill              | Philosophie                 |
| N. Burford            | 2003  | Université Dalhousie           | Chimie                      |
| Cliff Burgess         | 2005  | Université McGill              | Physique                    |
| F.E. Burke            | 1968  | Université Waterloo            | Administration              |
| G.L. Bursill-Hall     | 1980  | Université Simon Fraser        | Linguistique                |